# Kung Lear (opera)

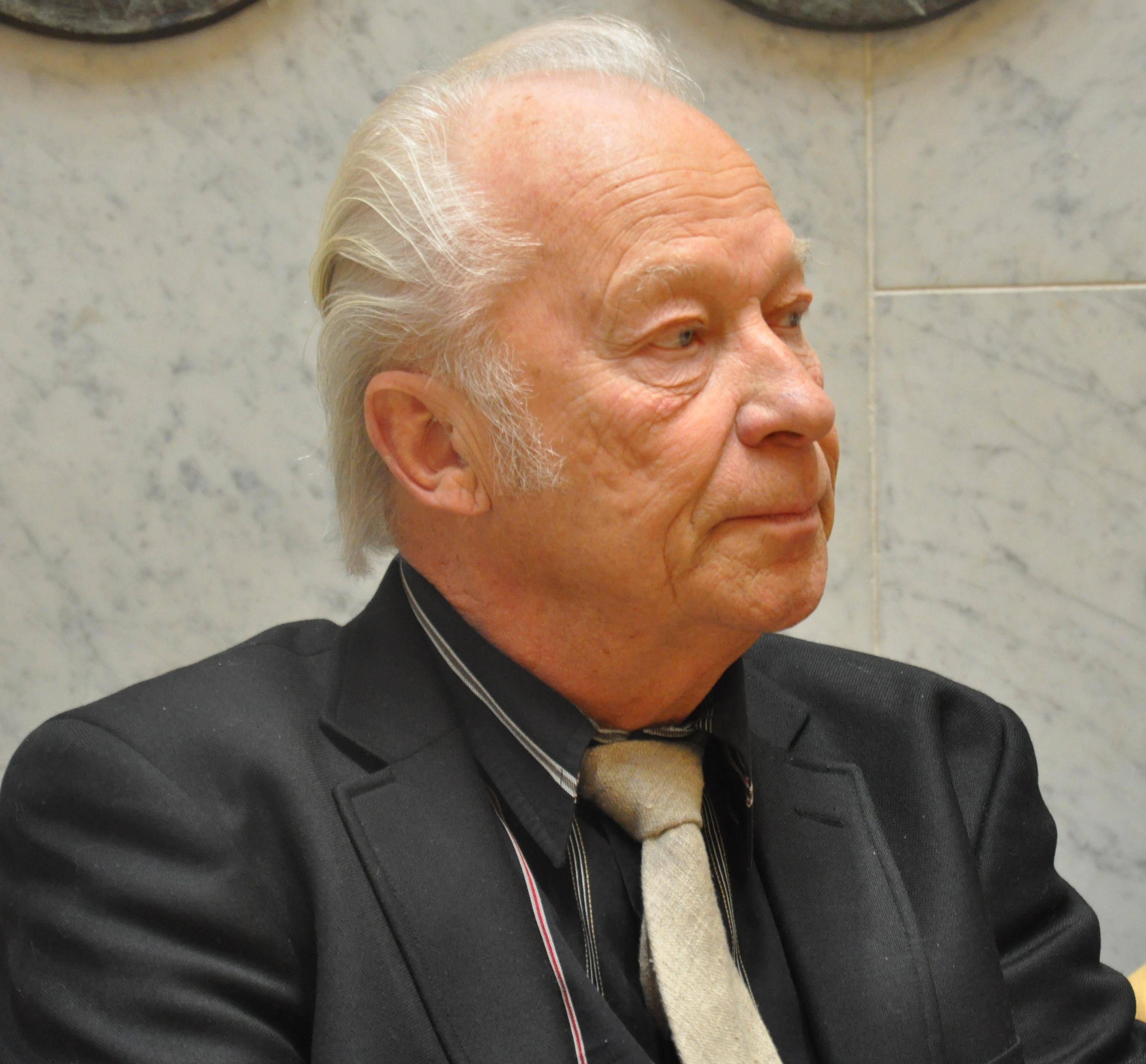
Aulis Sallinen

Kung Lear (finska: Kuningas Lear) är en finsk opera i två akter med musik och libretto av Aulis Sallinen. Texten bygger på Matti Rossis finska översättning av William Shakespeares tragedi Kung Lear (1605).

## Historia
Liksom Aribert Reimann, som skrev sin opera Lear för barytonsångaren Dietrich Fischer-Dieskau, komponerade Sallinen sin version av Shakespeares pjäs för basen Matti Salminen. Shakespeares pjäs saknar körer så Sallinen använde sig av grupper av sångare som budbärare och riddare tillsammans med en ordlös kör bakom scenen. Sallinen reducerade pjästexten och tog bort flera av rollfigurerna för att därigenom koncentrera handlingen till de stora poetiska scenerna. Pjäsens redan dystra slut gjorde att Sallinen fann det onödigt att Lear ska upptäcka den döda dottern Cordelia i slutet. Av samma anledning saknas också hertigen av Kent (en av pjäsens få goda män).
Sallinen anpassade musiken efter den finska språkmelodin och använde sig av en liten orkester för att ackompanjera sångarna. 
Operan var beställd av Finlands nationalopera och uppfördes där den 15 september 2000 under ledning av Okko Kamu.

## Personer
- Kung Lear (bas)
- Cordelia (mezzosopran)
- Gloucester (baryton)
- Edmund (tenor)
- Goneril (sopran)
- Regan (sopran)
- Edgar (baryton)
- Kungen av Frankrike (basbaryton)
- Hertigen av of Albany (baryton)
- Cornwall (tenor)
- Narren (tenor)